# نبرد هاکبان ریونگ
نبرد هاکبان ریونگ، دومین درگیری میان امپراتوری گوگوریو و پادشاهی بویو بود که در سال ۱۳ میلادی با تهاجم مجدد پادشاه تسو آغاز گردید.

## پیش زمینه
عامل حیاتی در رابطه پرتنش میان گوگوریو و دونگ‌بویو، نیاکان مشترک آن‌ها بود. هر دو پادشاهی ادعای وراثت از حوزه فرهنگی گسترده‌تر بویو را داشتند. این میراث مشترک به جای ایجاد اتحاد، زمینه‌ساز رقابتی تلخ بر سر مشروعیت و برتری شد.
نقطه آغاز این انشقاق، فرار بنیان‌گذار گوگوریو، جومونگ، از دربار دونگ‌بویو بود. بر اساس سامگوک ساگی، توانایی‌های استثنایی جومونگ حسادت تسو، پسر پادشاه گوموا، را برانگیخت و جومونگ را مجبور به فرار و تأسیس پادشاهی خود کرد. این رویداد یک رقابت داخلی بالقوه را به یک خصومت بین‌المللی میان دو دولت مستقل تبدیل کرد.
منابع، تسو را فردی مغرور، بیش از حد به برتری نظامی خود مطمئن و تا حدی عجول و بی‌فکر توصیف می‌کنند. اتکای او به پیشگویی‌ها و اقدام متکبرانه‌اش در فرستادن یک کلاغ نحس به گوگوریو در درگیری‌های بعدی، از فقدان عمق استراتژیکش حاکیست؛ ضعفی که شاهزاده موهیول به طرز ماهرانه‌ای از آن بهره‌برداری کرد.
وضعیت داخلی گوگوریو که به تجاوزگری تسو دامن زد، بسیار متزلزل بود. دوران سلطنت پادشاه یوری با بی‌ثباتی قابل توجه و مجموعه‌ای از بحران‌های جانشینی مشخص می‌شود.
اولین پسر و وارث اولیه پادشاه یوری، دوجول، در جوانی درگذشت. پسر دوم او، هه میونگ، سپس به عنوان ولیعهد معرفی شد، اما بعداً توسط پدرش به دلیل بی‌پروایی و نافرمانی بیش از حد مجبور به خودکشی شد. این امر جانشینی را نامشخص کرد و یک خلأ قدرت به وجود آورد.   
تحلیلی عمیق‌تر، از یک شکاف جناحی بالقوه در دربار گوگوریو پرده برمی‌دارد. برخی از مورخان این نظریه را مطرح می‌کنند که یوری ممکن است پسر بیولوژیکی جومونگ نبوده، بلکه یک غاصب بوده باشد. این نظریه بر شواهدی مانند نام‌های خانوادگی متفاوت آن‌ها، گو در مقابل هه و برکناری برخی از وفاداران اصلی جومونگ، مانند هیوب‌بو، توسط یوری استوار است. اگرچه این نظریه مورد پذیرش همگانی نیست، اما احتمال وجود اختلافات سیاسی عمیقی را برجسته می‌کند که می‌توانست گوگوریو را در برابر حمله خارجی آسیب‌پذیر نشان دهد.

## شرح نبرد
ارتش تسو عمیقاً به قلمرو گوگوریو نفوذ کرد و به سمت پایتخت، گونگ‌نه‌سونگ، پیشروی نمود. مسیر آن‌ها به هاکبان-ریونگ، یک گردنه کوهستانی یا دره باریک، منتهی شد. خود عنوان این دره یعنی هاکبان-ریونگ به زمینی پرپیچ‌وخم و دشوار اشاره دارد. این مکان یک تنگه استراتژیک کلیدی در مسیر به قلب گوگوریو بود. تصمیم تسو برای هدایت ارتش بزرگ خود از چنین مسیری یک اشتباه حیاتی بود، زیرا نیروهایش را به یک ستون طولانی و آسیب‌پذیر تبدیل کرد و مزیت عددی آن‌ها را از بین برد.
ارتش مدافع گوگوریو توسط شاهزاده موهیول، سومین پسر پادشاه وقت، یوری، فرماندهی می‌شد. در این زمان، موهیول حدوداً نوجوانی ۱۶ ساله بود، اما از همان زمان هوش استراتژیک فوق‌العاده‌ای از خود نشان می‌داد. ارتش مهاجم بویو شخصاً توسط پادشاه تسو رهبری می‌شد.
منابع به طور مداوم تأکید می‌کنند که نیروی گوگوریو به طور قابل توجهی کوچک‌تر از نیروی بویو بود. این نابرابری عددی دلیل اصلی بود که موهیول به جای نبرد تن به تن، استراتژی کمین را انتخاب کرد. استراتژی او کاملاً بر پایه فریب و بهره‌برداری از جغرافیا بود. او نیروهای خود را به دره هاکبان-ریونگ برد و آن‌ها را در یک کمین از پیش طراحی‌شده پنهان کرد.
هنگامی که ارتش بی‌خبر بویو وارد گذرگاه باریک شد و آرایش نظامی‌اش طولانی و بی‌نظم گشت، نیروهای پنهان گوگوریو یک حمله غافلگیرانه و ویرانگر را آغاز کردند. ارتش بویو که در فضای محدود کاملاً غافلگیر شده بود، دچار هرج‌ومرج شد و نتوانست از برتری عددی خود به طور مؤثر استفاده کند.    
سامگوک ساگی ثبت کرده است که بازماندگان اسب‌های خود را رها کرده و به کوه‌ها گریختند، جایی که سربازان موهیول آن‌ها را تعقیب کرده و همگی را کشتند. این نبرد، پیروزی دکترین نظامی بر نیروی محض بود. استراتژی تسو ساده بود: دشمن را با تعداد زیاد درهم بشکن، و میتوان نبرد او را با جنگ‌های گوگوریو-سویی که امپراتور یانگدی رهبر آن بود و جنگ های گوگوریو-تانگ، مانندِ نبرد آنشی و نبرد گونان و نبرد ساسو قیاس کرد زیرا در این نبرد ها نیز سویی و تانگ براین باور بودند که «هرچه تعداد بیشتر شانس پیروزی بر دشمن بیشتر».
استراتژی موهیول پیچیده بود:
از هوش و درایت خود، جغرافیا و زمان‌بندی (برای کمین) برای خنثی کردن قدرت دشمن استفاده کن.
دفاع فعال گوگوریو ، که بعدها برای خنثی کردن تهاجمات گسترده سلسله‌های چینی مانند دودمان سویی به کار رفت، در درگیری‌هایی مانند این شکل گرفت و به اثبات رسید.

## نتیجه نبرد
شکست برای دونگ‌بویو فاجعه‌بار بود. سامگوک ساگی و منابع برگرفته از آن، نتیجه را با عباراتی صریح توصیف می‌کنند:
موهیول «تقریباً تمام ارتش تسو را سلاخی کرد». کمین آنقدر مؤثر بود که «تنها تسو و چند تن از افرادش به دونگ‌بویو گریختند».